# Pfaffenheim
Pfaffenheim [pfafənaim]  est une commune française située dans la circonscription administrative du Haut-Rhin et, depuis le 1er janvier 2021, dans le territoire de la Collectivité européenne d'Alsace, en région Grand Est.
Cette commune se trouve dans la région historique et culturelle d'Alsace.
Ses habitants sont appelés les Pfaffenheimois et les Pfaffenheimoises.

## Géographie

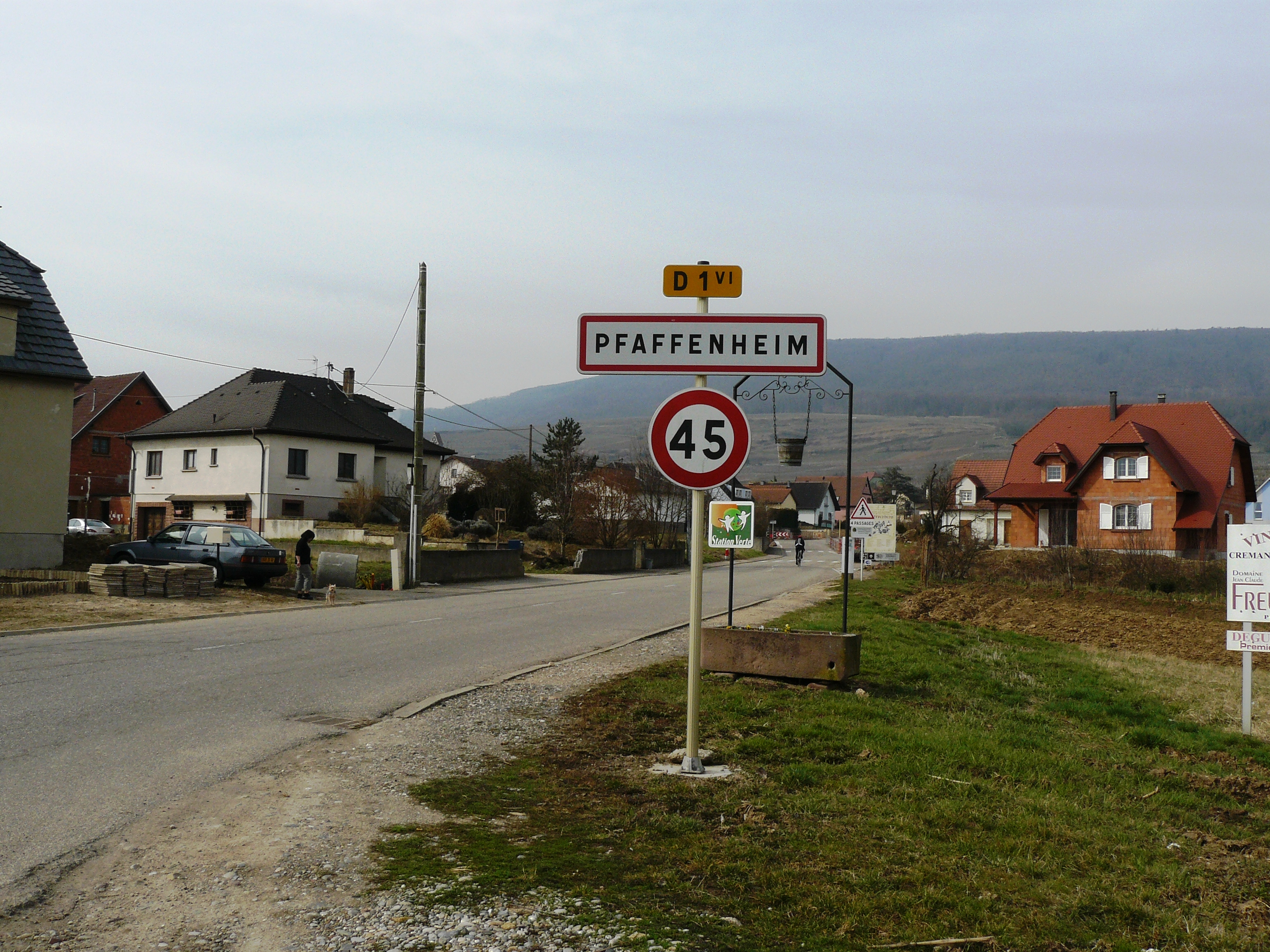
Entrée du village de Pfaffenheim par la D 1VI.

Pfaffenheim fait partie du canton de Wintzenheim et de l'arrondissement de Thann-Guebwiller.
C'est une cité viticole par excellence, abritant 1 355 âmes, qui se situe à 3 km au nord de Rouffach, en bordure de la RN 83.
C'est une des 188 communes du parc naturel régional des Ballons des Vosges.
| Soultzbach-les-Bains | Gueberschwihr | Hattstatt |
| Soultzmatt           | Pfaffenheim   | Rouffach  |
| Osenbach             | Westhalten    |           |

### Lieux-dits et écarts
- Schauenberg ;
- Osenbihr devenu Osenbuhr ;
- Husern à 2 km de Pfaffenheim dont on voit encore quelques ruines (disparu au XVIe siècle).

### Cours d'eau
La Lauch et le canal du Moulin.

### Hydrographie

#### Réseau hydrographique
La commune est dans le bassin versant du Rhin au sein du bassin Rhin-Meuse. Elle est drainée par la Lauch et le Muhlbach de Pfaffenheim,,.
La Lauch, d'une longueur de 47 km, prend sa source dans la commune de Linthal et se jette  dans l'Ill à Horbourg-Wihr, après avoir traversé 18 communes. Les caractéristiques hydrologiques de la Lauch sont données par la station hydrologique située sur la commune de Rouffach. Le débit moyen mensuel est de 2,03 m3/s. Le débit moyen journalier maximum est de 29,6 m3/s, atteint lors de la crue du 5 janvier 2018. Le débit instantané maximal est quant à lui de 30,5 m3/s, atteint le même jour.

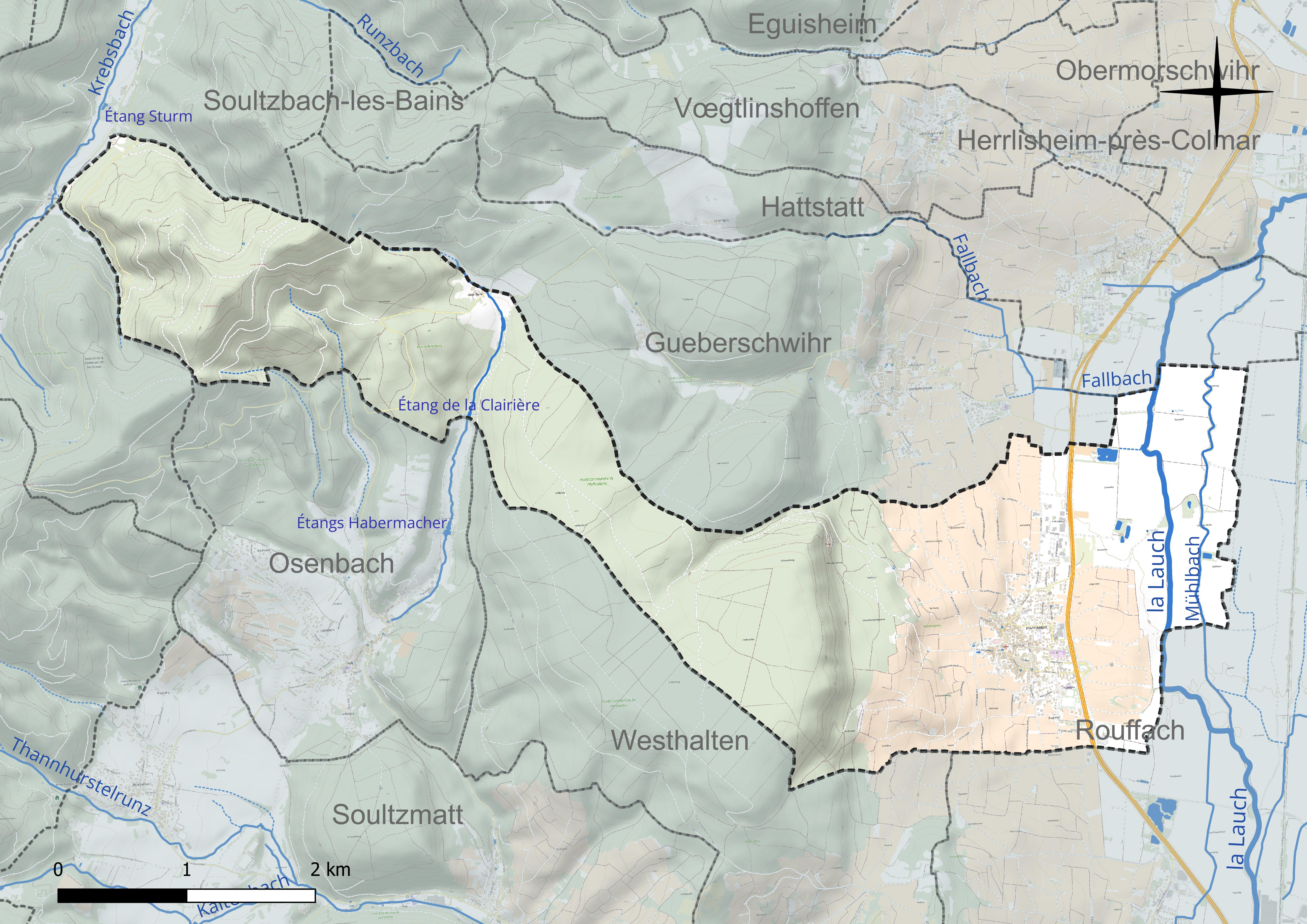
Réseau hydrographique de Pfaffenheim.

Un plan d'eau complète le réseau hydrographique : l'étang de la Clairière (0 ha),.

#### Gestion et qualité des eaux
Le territoire communal est couvert par le schéma d'aménagement et de gestion des eaux (SAGE) « Ill Nappe Rhin ». Ce document de planification concerne la nappe phréatique rhénane, les cours d'eau de la plaine d'Alsace et du piémont oriental du Sundgau, les canaux situés entre l'Ill et le Rhin et les zones humides de la plaine d'Alsace. Le périmètre s’étend sur 3 596 km2. Il a été approuvé le 17 janvier 2005. La structure porteuse de l'élaboration et de la mise en œuvre est la région Grand Est. 
La qualité des cours d’eau peut être consultée sur un site dédié géré par les agences de l’eau et l’Agence française pour la biodiversité. 

### Climat
Pour des articles plus généraux, voir Climat du Grand Est et Climat du Haut-Rhin.
En 2010, le climat de la commune est de type climat des marges montargnardes, selon une étude du Centre national de la recherche scientifique s'appuyant sur une série de données couvrant la période 1971-2000. En 2020, Météo-France publie une typologie des climats de la France métropolitaine dans laquelle la commune est exposée à un climat semi-continental et est dans la région climatique  Vosges, caractérisée par une pluviométrie très élevée (1 500 à 2 000 mm/an) en toutes saisons et un hiver rude (moins de 1 °C). 
Pour la période 1971-2000, la température annuelle moyenne est de 10,4 °C, avec une amplitude thermique annuelle de 17,5 °C. Le cumul annuel moyen de précipitations est de 612 mm, avec 9,1 jours de précipitations en janvier et 9,4 jours en juillet. Pour la période 1991-2020, la température moyenne annuelle observée sur la station météorologique de Météo-France la plus proche, « Rouffach - Sa », sur la commune de Rouffach à 3 km à vol d'oiseau, est de 11,5 °C et le cumul annuel moyen de précipitations est de 621,8 mm. 
La température maximale relevée sur cette station est de 39,3 °C, atteinte le 13 août 2003 ; la température minimale est de −17,5 °C, atteinte le 13 janvier 1987,,. 
Les paramètres climatiques de la commune ont été estimés pour le milieu du siècle (2041-2070) selon différents scénarios d'émission de gaz à effet de serre à partir des nouvelles projections climatiques de référence DRIAS-2020. Ils sont consultables sur un site dédié publié par Météo-France en novembre 2022.

## Urbanisme

### Typologie
Au 1er janvier 2024, Pfaffenheim est catégorisée bourg rural, selon la nouvelle grille communale de densité à sept niveaux définie par l'Insee en 2022.
Elle est située hors unité urbaine. Par ailleurs la commune fait partie de l'aire d'attraction de Colmar, dont elle est une commune de la couronne,. Cette aire, qui regroupe 95 communes, est catégorisée dans les aires de 50 000 à moins de 200 000 habitants,.

### Occupation des sols
L'occupation des sols de la commune, telle qu'elle ressort de la base de données européenne d’occupation biophysique des sols Corine Land Cover (CLC), est marquée par l'importance des forêts et milieux semi-naturels (57,8 % en 2018), une proportion sensiblement équivalente à celle de 1990 (58 %). La répartition détaillée en 2018 est la suivante : 
forêts (55,1 %), cultures permanentes (19,8 %), terres arables (15,8 %), zones urbanisées (5,3 %), milieux à végétation arbustive et/ou herbacée (2,7 %), prairies (1,1 %), zones agricoles hétérogènes (0,2 %). L'évolution de l’occupation des sols de la commune et de ses infrastructures peut être observée sur les différentes représentations cartographiques du territoire : la carte de Cassini (XVIIIe siècle), la carte d'état-major (1820-1866) et les cartes ou photos aériennes de l'IGN pour la période actuelle (1950 à aujourd'hui).

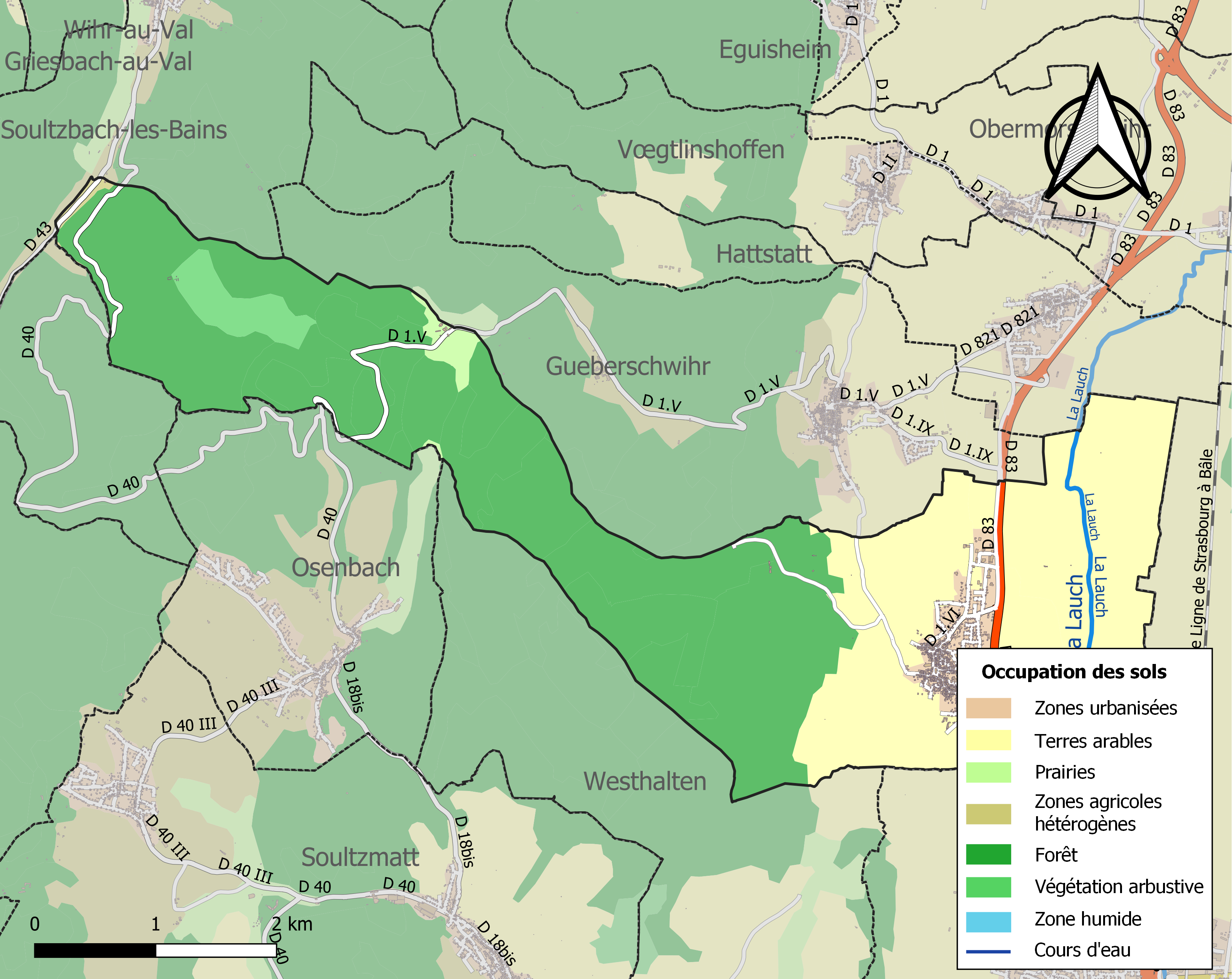
Carte des infrastructures et de l'occupation des sols de la commune en 2018 (CLC).

## Toponymie
- Phaffinhein (1264) ;
- Pfaffinheim (1278).

Le nom du village provient de l'allemand Pfaffen = prêtre et Heim = habitat.[réf. nécessaire]

## Histoire

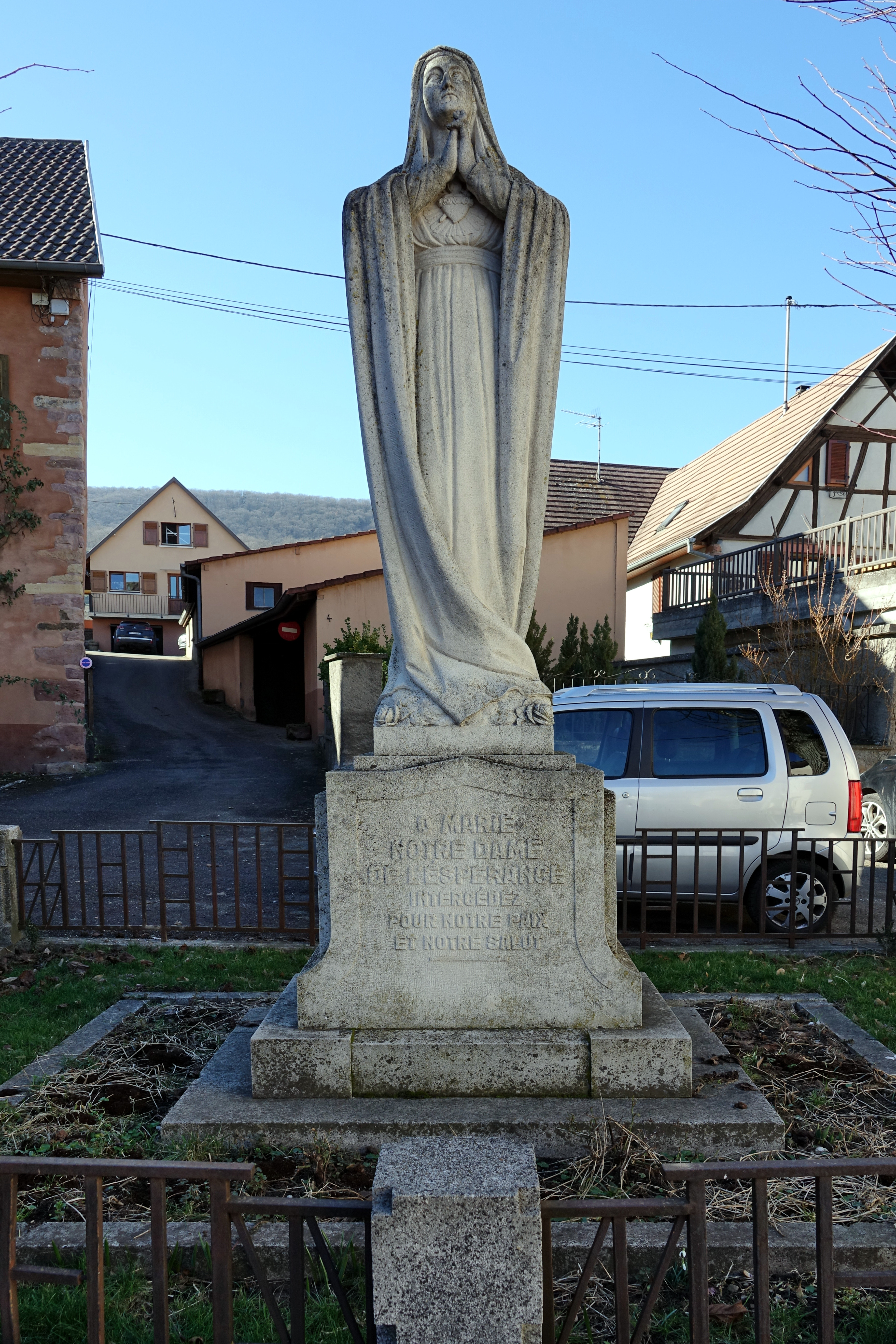
Statue de Notre-Dame de l'Espérance.

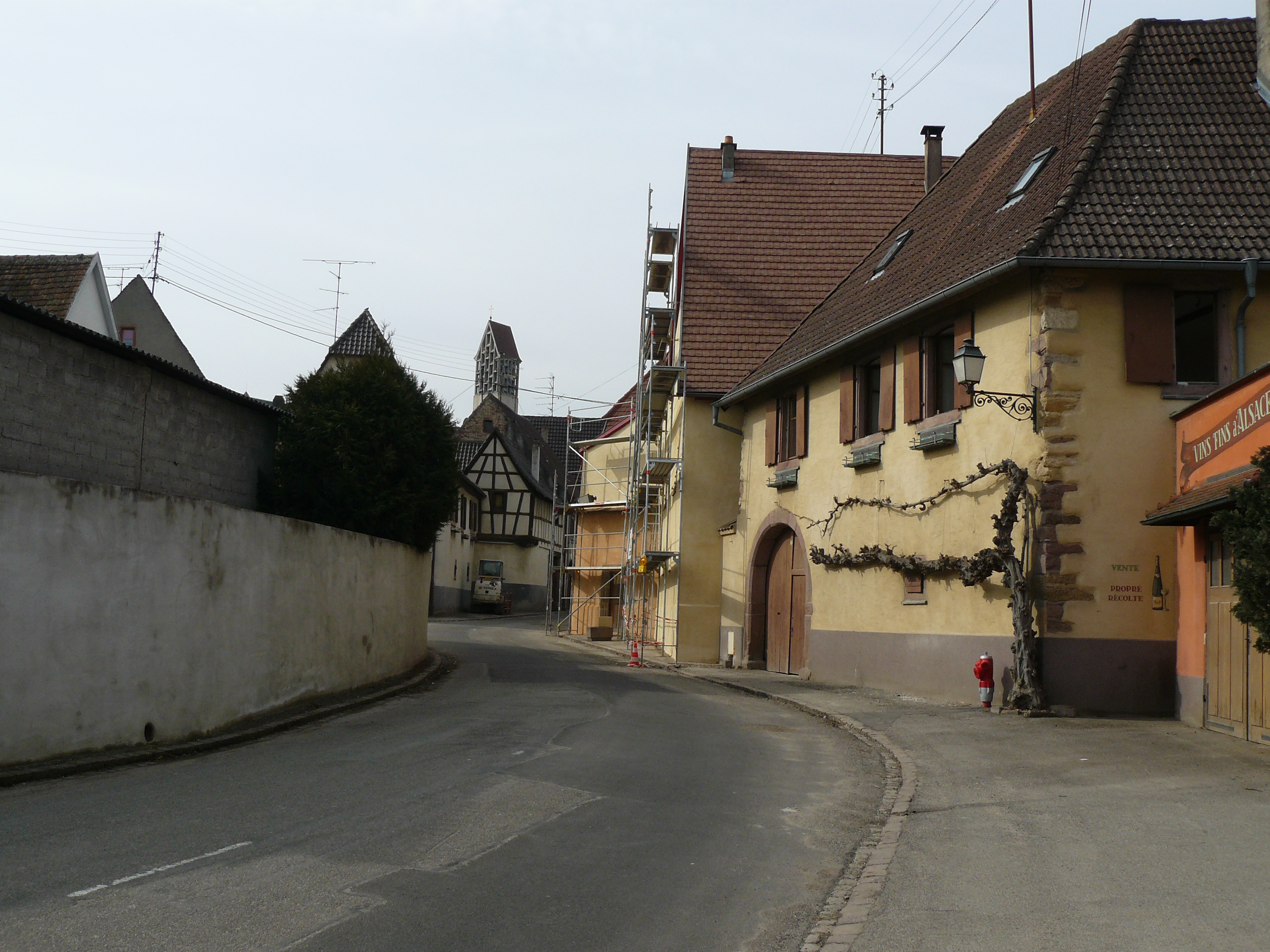
Une partie du village de Pfaffenheim à proximité de l'église.

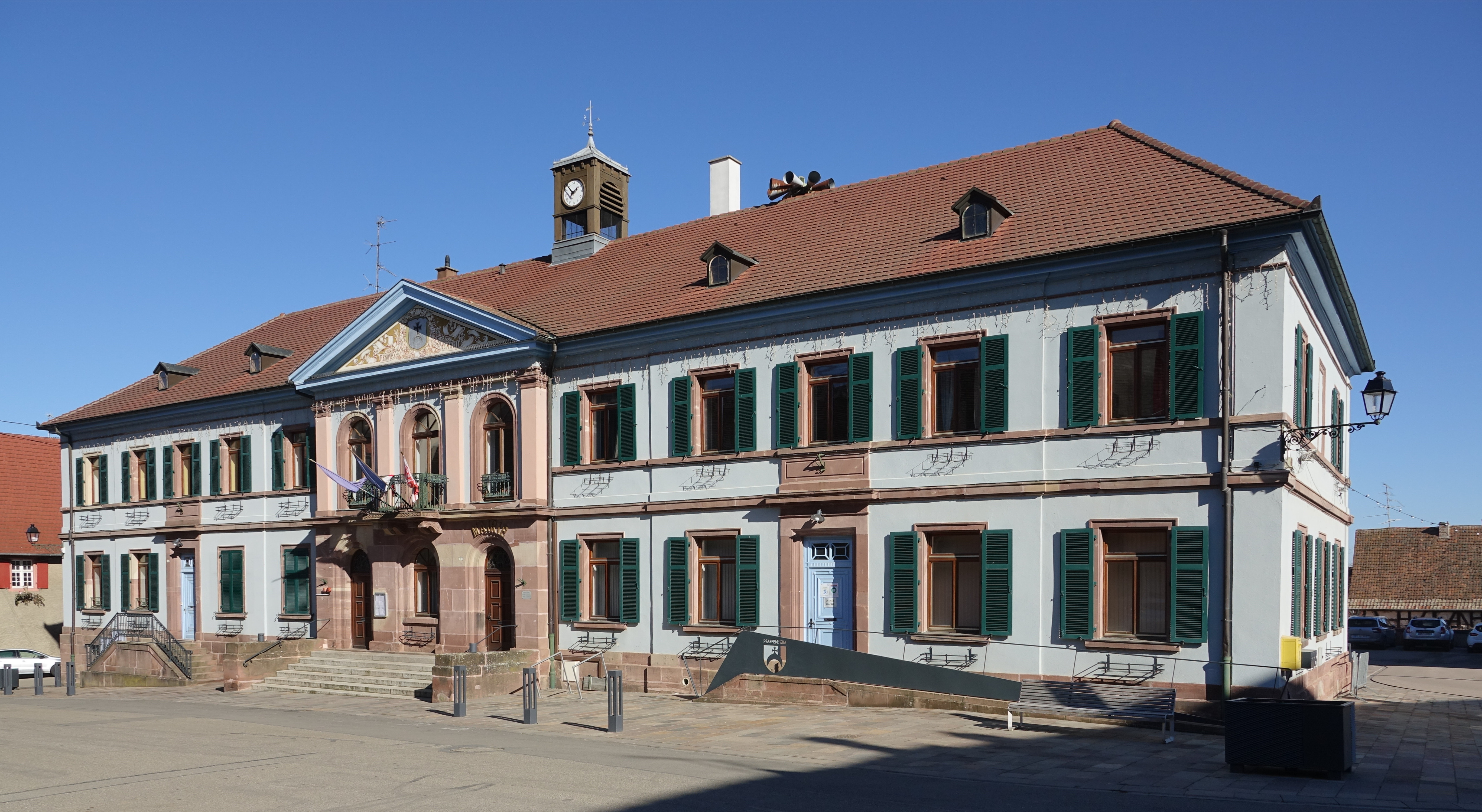
Mairie de Pfaffenheim.

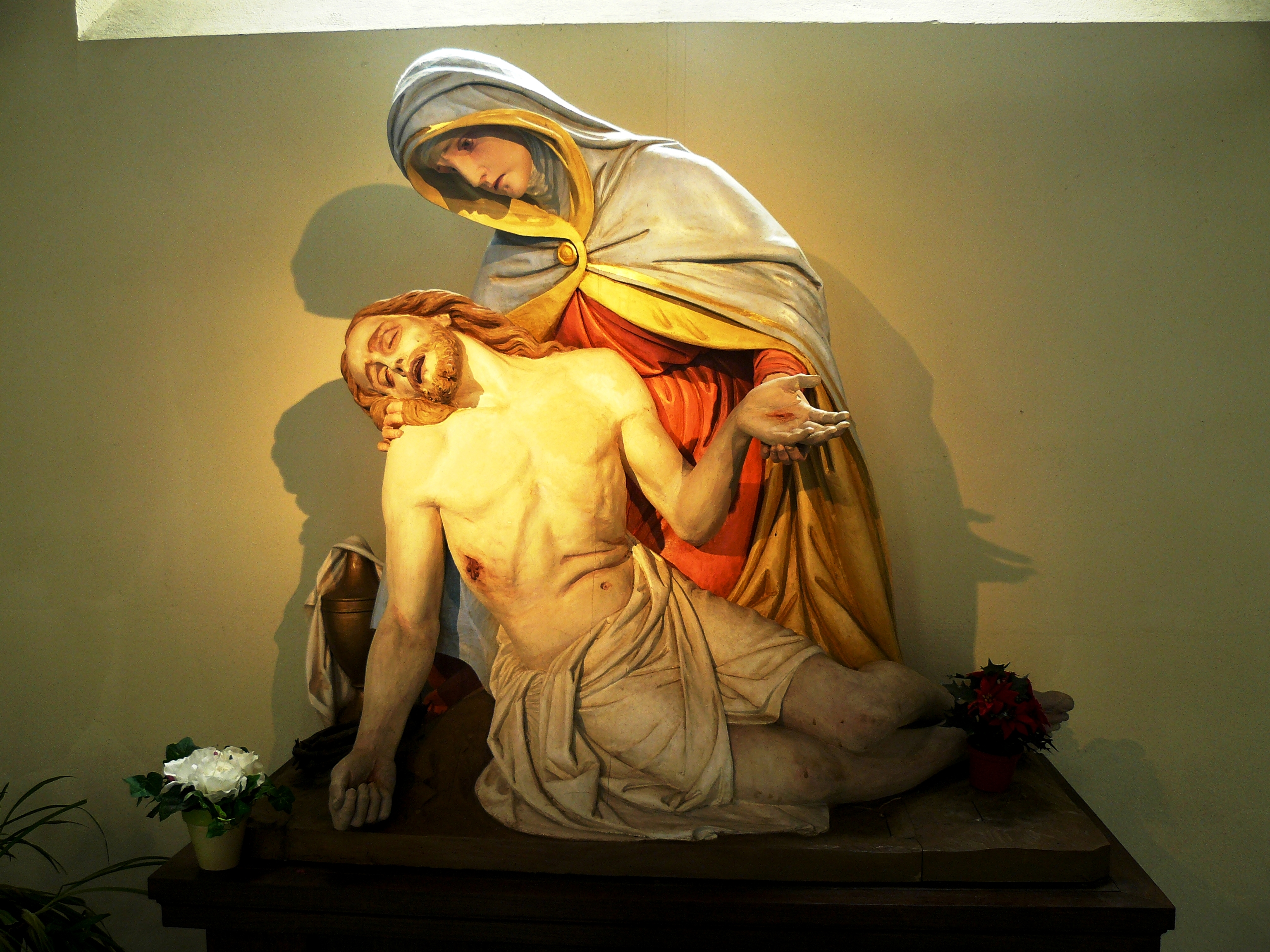
Piéta du XVIIIe siècle - Église de Pfaffenheim.

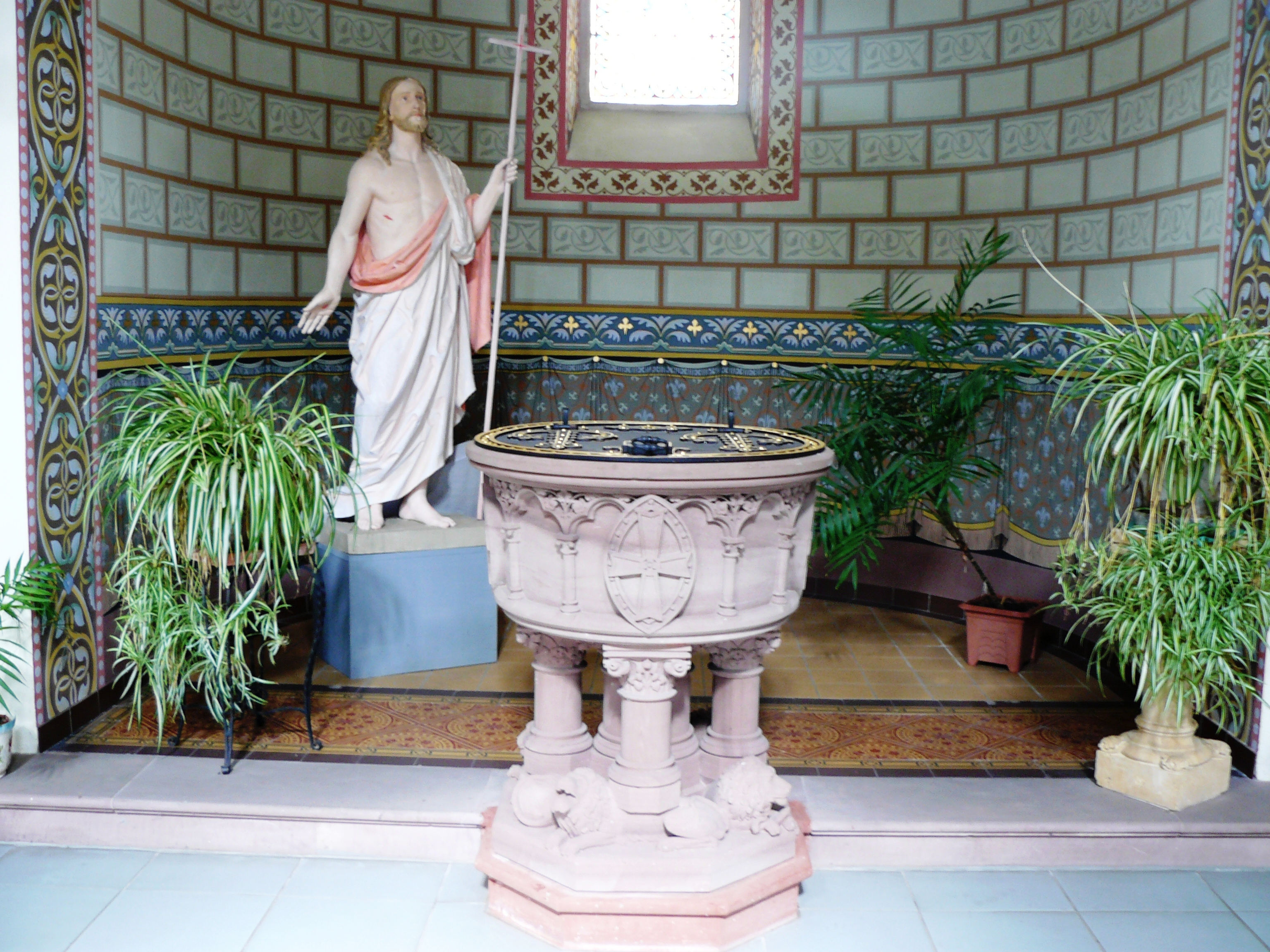
Cuve baptismale à l'intérieur de l'église.

L'origine du nom du village provient de l'allemand[style à revoir] Pfaffen = prêtre et Heim = habitat.[réf. nécessaire]

### La période gallo-romaine
Le village, dont l'origine remonte à la période romaine voire celte, doit son nom « Papanheim » à la présence de nombreux domaines appartenant à des couvents et monastères. Les recherches actuelles tendent à montrer une présence antérieure sur le site, les « prêtres » pouvant être des « druides ».

### Le Haut-Mundat

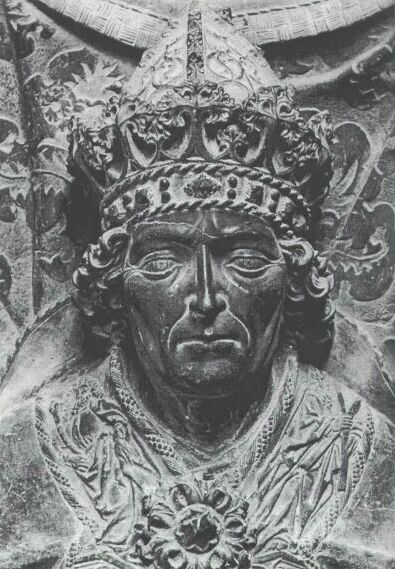
Louis IV du Saint-Empire.

Depuis le haut Moyen Âge, les couvents et monastères  détenaient de nombreuses terres et propriétés autour et dans le village. C'est ainsi que l'évêché de Bâle, le couvent des Unterlinden de Colmar ou le monastère de Murbach étaient possessionnés à Pfaffenheim. Plus tard le village échoit au Haut-Mundat de l'évêché de Strasbourg qui nomme un bailli chargé d'administrer les biens. Le bailli se fait assister de neuf jurés dont le grand bailli de Rouffach. Le village était régi par l'évêque de Strasbourg pour tout ce qui était « temporel » et par celui de Bâle pour ce qui tenait du « spirituel ».

### Les châteaux
Pfaffenheim disposait autrefois de trois châteaux appelés Presteneck, Hertenfels et Meyenheim, que les évêques avaient donnés en fiefs à différentes familles nobles, et dont on ne relève plus aucune trace. Ils furent incendiés en 1338 par les habitants de Sélestat et de Colmar qui soutenaient le parti de l'empereur de Bavière, Louis IV de Bavière contre l'évêque Berthold de Bucheck.

### Le commerce du vin
La richesse première de Pfaffenheim a de tous temps été liée à la vigne, d'où de nombreuses maisons typiques de vignerons, avec porche et cave au rez-de-chaussée et habitat à l'étage. Le commerce du vin devait être florissant : en effet, nombreuses sont les maisons "patriciennes" datant de la Renaissance et dont il reste de magnifiques tours abritant des escaliers en pierre de taille. Le village était réputé pour la qualité de ses vins et de ses châtaignes dès le Haut Moyen Âge.

### Les guerres du Moyen Âge

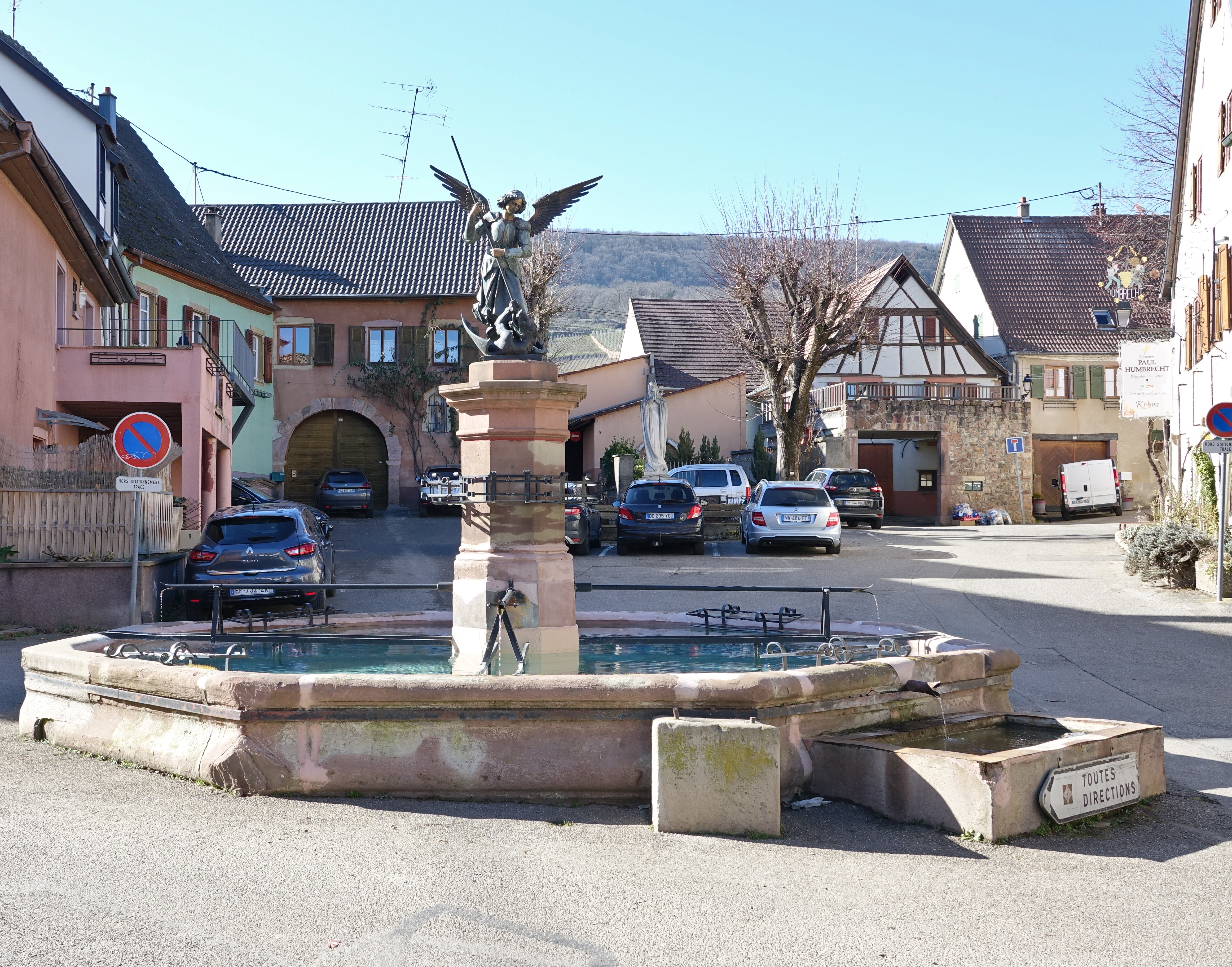
Fontaine octogonale avec statue de Michel Ange terrassant le dragon.

Bien que fortifié, le village fut mis à sac à plusieurs reprises. Qui dit richesse, dit convoitise, et Pfaffenheim a payé chèrement cette prodigalité de la nature, puisque le village a été détruit à quatre reprises : en 1338 par les armées de l'empereur Louis de Bavière et les habitants de Colmar et de Sélestat en lutte contre l'évêché de Strasbourg Berthold de Bucheck, auquel appartenait Pfaffenheim ; en 1444 par les Armagnacs et au cours de la guerre des Paysans en 1525, puis pendant la guerre de Trente Ans d'où la rareté de très anciens vestiges.

### Passage de Turenne
Turenne a passé la nuit du 4 au 5 janvier 1675, veille de la bataille de Turckheim, à Pfaffenheim à l'endroit où se tient désormais le restaurant au Petit Pfaffenheim. Ses troupes (30 000 hommes) bivouaquèrent dans la plaine, entre l'actuelle RD 83 et la Lauch, de la colline du Bill jusqu'à celle de l'Elsbourg au nord.Il n'est pas sûr que Turenne ait dormi à l'auberge du Petit Pfaffenheim, certaines sources laissent entendre qu'il se serait rendu dans la proche banlieue de Turckheim le 4 au soir, afin d'y étudier le dispositif ennemi. Il aurait dormi deux ou trois heures dans une chapelle située près de St Gilles et aurait rejoint son état major à Pfaffenheim très tôt le 5 janvier.

### Les troubles de la Révolution

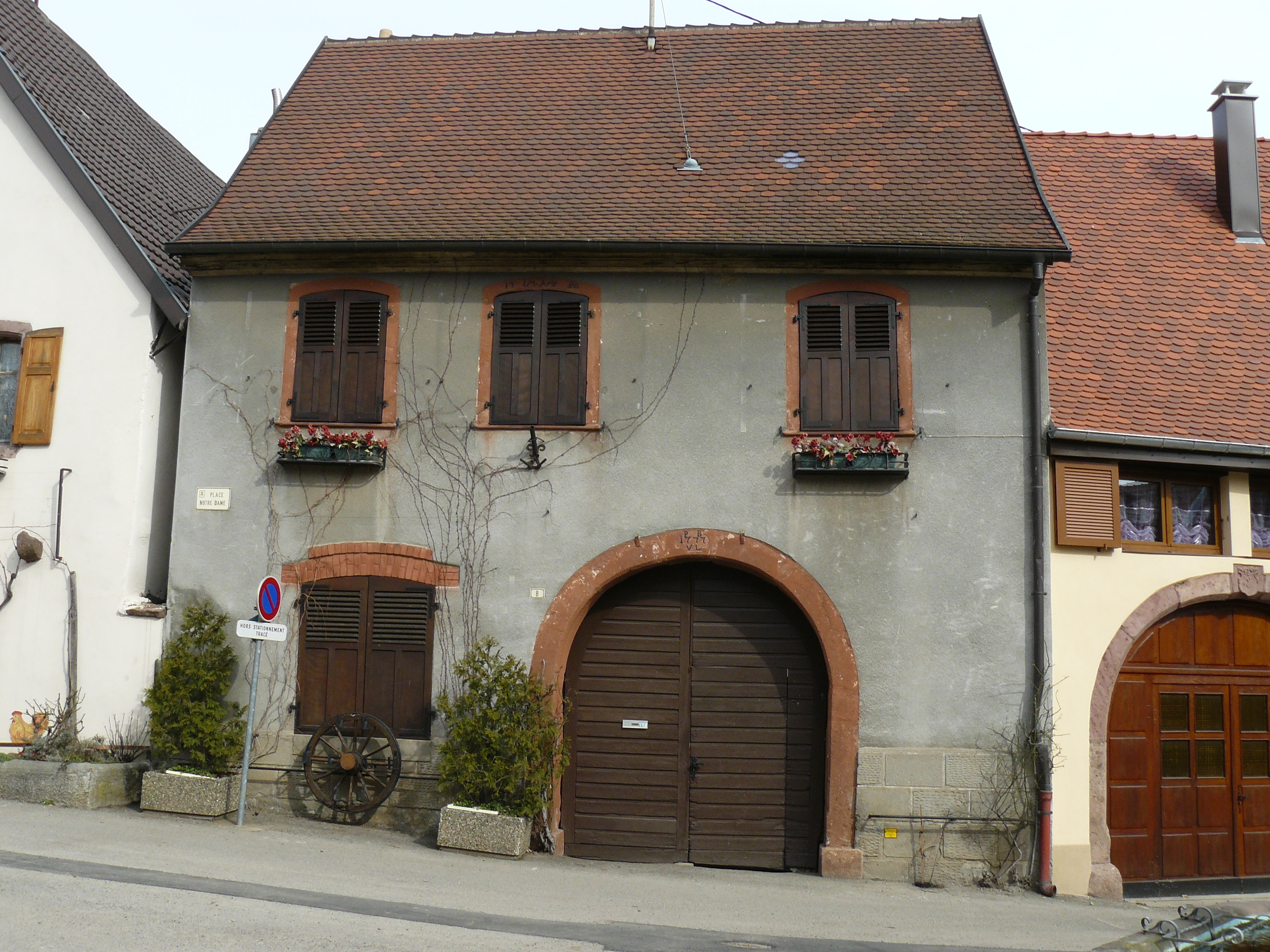
Maison de vignerons (1777) située place Notre-Dame.

Le village doit faire face à un autre danger. Pendant la Révolution le couvent de Schauenberg est saccagé.

### Le Hohenbourg
C'est à partir de la montagne de Hohenbourg ou Haulen qu'on a extrait en grande partie les pierres de taille et les moellons nécessaires à la construction de Neuf-Brisach. Les pierres à chaux ont été tirées d'une colline dite Bühl, située près du hameau connu sous le nom de Klein-Pfaffenheim (Petit Pfaffenheim), ce dernier étant autrefois un hameau qui a complètement disparu. Ces matériaux étaient transportés à Neuf-Brisach sur le canal de Vauban, qui était alimenté par le Quatelbach d'Ensisheim, la Thur et la Lauch ; il baignait le pied des Vosges et la colline de Bühl. Dans ces montagnes jusqu'à Oberhergheim, on ne voit plus que quelques traces. Dans le voisinage on exploitait du fer globuliforme, dont on se servait à la verrerie de Wildenstein, dans la vallée de Saint-Amarin. En 1814, ce lieu fut le théâtre d'un petit combat entre les Dragons français et les alliés en marche pour Colmar.

### Le village retrouve sa prospérité

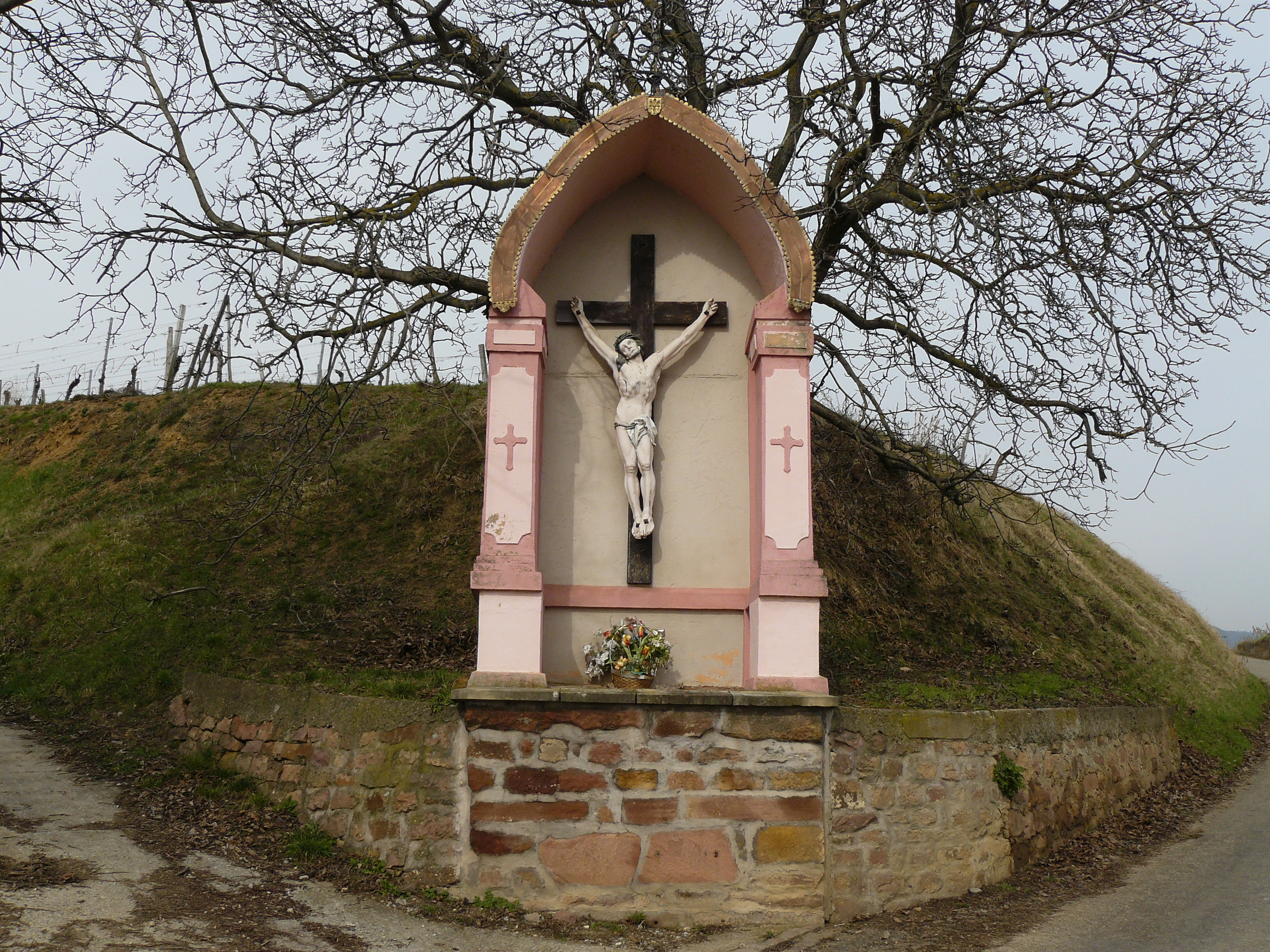
Calvaire situé dans les vignes.

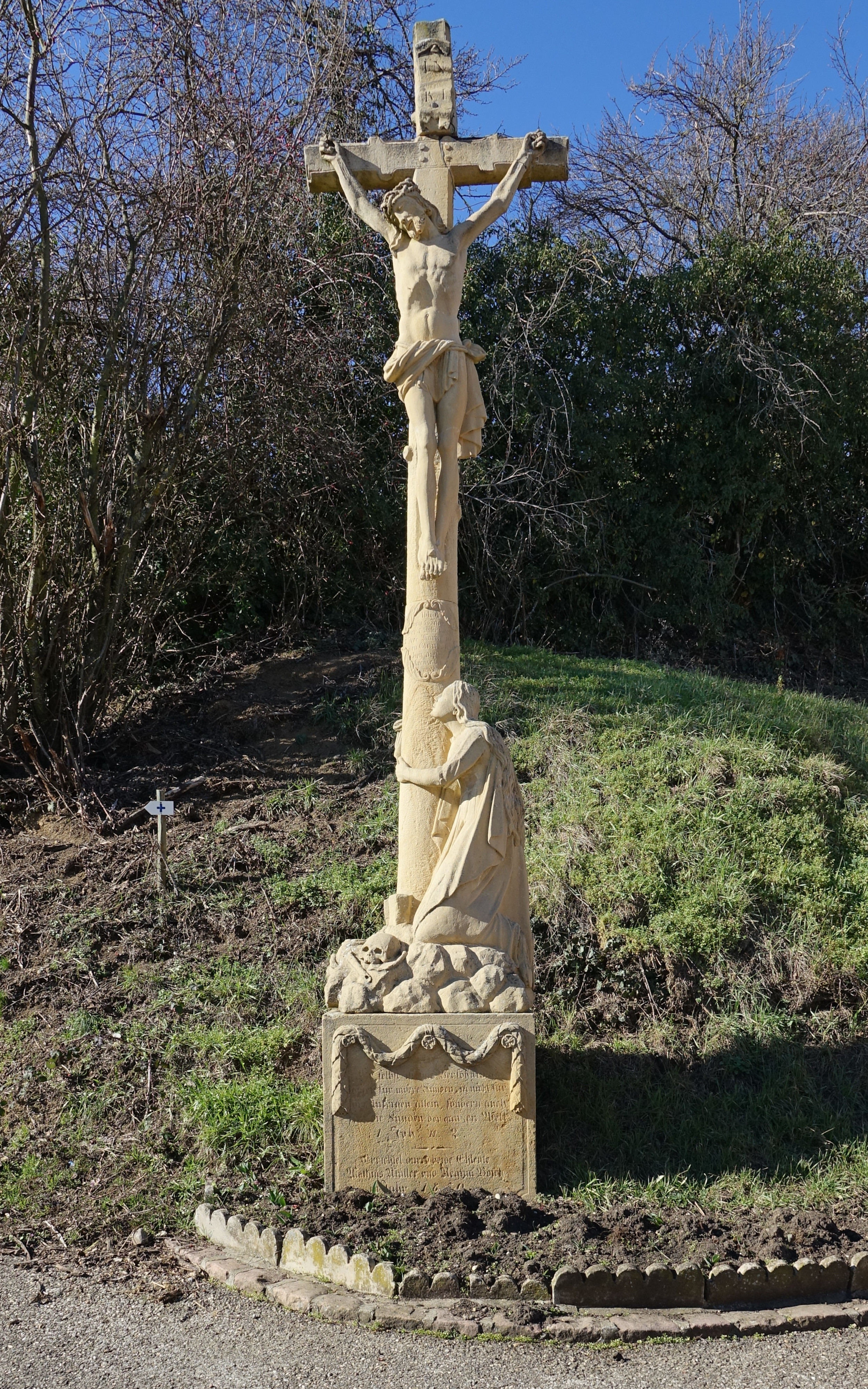
Calvaire situé dans les vignes.

Aujourd'hui la vigne occupe une grande partie des terres de la région. Pfaffenheim est surtout réputé pour le commerce de son vin dont plus d'un tiers de la population en dépend.

### Le village se développe
L'industrie étant pratiquement inexistante dans le village, l'extension est surtout due à la construction de maisons individuelles. La population active trouve du travail à Rouffach, Colmar ou Mulhouse.

### Les carrières
Vauban est présent dans le village de par le « Canal » qui devait permettre l'acheminement des matériaux nécessaires à la construction de Neuf Brisach. Ce canal fut construit de la fin 1698 à la mi 1699 par de nombreux militaires et de paysans locaux, sous la direction de Regemorte, son concepteur originaire de Hollande. Le canal débutait au pied de la colline "Bill" à l'Est de la RD 83 où se trouvait le port de chargement (aujourd'hui ce lieu-dit apparaît sous le vocable de « Schiffweier » (port).
À proximité se situe une carrière de calcaire (aujourd'hui appelé Rochschtislöre) dont la pierre, selon sa qualité était utilisée comme "pierre de taille" ou de matériau de base pour élaborer la chaux. Une vingtaine de "fours à chaux" étaient alors en activité sur le site et sur la partie nord de la colline également exploitée. Les moellons et pierres de taille en grès rose étaient exploités dans des carrières situées sur le ban de Gueberschwihr (à gauche du parking du Schauenberg) et sur celui de Pfaffenheim, au Sud du Schauenberg.
Le 3° matériau nécessaire à la construction de Neuf Brisach était le bois. La forêt de Pfaffenheim en est riche. Pas assez cependant pour répondre à la demande. C'est ainsi que du bois a été exploité à Orschwihr et Berghotz et acheminé sur Pfaffenheim par ce qui aujourd'hui encore s'appelle de "Holtzkanal". 110 barges qui pouvaient contenir 30 tonnes de matériaux effectuèrent la navette, tirées par trois hommes. Le canal fut cependant rebouché entre Oberhergheim et Pfaffenheim en 1703, alors que la construction de la citadelle n'était pas achevée.

### Héraldique
| Blason de Pfaffenheim | Les armes de Pfaffenheim se blasonnent ainsi : « D'argent au croissant versé de sable, sommé d'une croix pattée de même. » |

## Politique et administration

### Budget et fiscalité 2014
En 2014, le budget de la commune était constitué ainsi :
- total des produits de fonctionnement : 1 065 000 €, soit 786 € par habitant ;
- total des charges de fonctionnement : 809 000 €, soit 597 € par habitant ;
- total des ressources d’investissement : 369 000 €, soit 272 € par habitant ;
- total des emplois d’investissement : 180 000 €, soit 133 € par habitant.
- endettement : 1 012 000 €, soit 747 € par habitant.

Avec les taux de fiscalité suivants :
- taxe d’habitation : 15,37 % ;
- taxe foncière sur les propriétés bâties : 9,50 % ;
- taxe foncière sur les propriétés non bâties : 57,62 % ;
- taxe additionnelle à la taxe foncière sur les propriétés non bâties : 50,60 % ;
- cotisation foncière des entreprises : 19,47 %.

### Liste des maires
De 1789 à 1799,  les agents municipaux (maires) sont élus au suffrage direct pour 2 ans et rééligibles, par les citoyens actifs de la commune, contribuables payant une contribution au moins égale à 3 journées de travail dans la commune. Sont éligibles ceux qui paient un impôt au moins équivalent à dix journées de travail.
De 1799 à 1848, La constitution du 22 frimaire an VIII (13 décembre 1799) revient sur l’élection du maire, les maires sont nommés par le préfet pour les communes de moins de 5 000 habitants. La Restauration instaure la nomination des maires et des conseillers municipaux. Après 1831, les maires sont nommés (par le roi pour les communes de plus de 3 000 habitants, par le préfet pour les plus petites), mais les conseillers municipaux sont élus pour six ans.
Du 3 juillet 1848 à 1851, les maires sont élus par le conseil municipal pour les communes de moins de 6 000 habitants.
De 1851 à 1871, les maires sont nommés par le préfet, pour les communes de moins de 3 000 habitants et pour 5 ans à partir de 1855.
En 1871, la commune comme une grande partie du Haut-Rhin est annexé par l'Allemagne (traité de Francfort). Le département du Haut-Rhin est alors appelé « Bezirk Oberelsass ».
En 1919, elle redevient française (traité de Versailles) et les maires sont élus par le conseil municipal à la suite de son élection au suffrage universel.
| Période                                  | Période                   | Identité                                          | Étiquette | Qualité |
| ---------------------------------------- | ------------------------- | ------------------------------------------------- | --------- | ------- |
| juin 1995                                | 2014                      | Romain Siry                                       | ...       | ...     |
| 2014                                     | En cours (au 25 mai 2020) | Aimé Lichtenberger Réélu pour le mandat 2020-2026 | DVD       |         |
| Les données manquantes sont à compléter. |                           |                                                   |           |         |

## Démographie
L'évolution du nombre d'habitants est connue à travers les recensements de la population effectués dans la commune depuis 1793. Pour les communes de moins de 10 000 habitants, une enquête de recensement portant sur toute la population est réalisée tous les cinq ans, les populations de référence des années intermédiaires étant quant à elles estimées par interpolation ou extrapolation. Pour la commune, le premier recensement exhaustif entrant dans le cadre du nouveau dispositif a été réalisé en 2005.

En 2022, la commune comptait 1 349 habitants, en évolution de −6,38 % par rapport à 2016 (Haut-Rhin : +0,66 %, France hors Mayotte : +2,11 %).
| 1793  | 1800  | 1806  | 1821  | 1831  | 1836  | 1841  | 1846  | 1851  |
| ----- | ----- | ----- | ----- | ----- | ----- | ----- | ----- | ----- |
| 1 700 | 1 672 | 1 830 | 1 848 | 1 842 | 1 867 | 1 790 | 1 795 | 1 859 |

| 1856  | 1861  | 1866  | 1871  | 1875  | 1880  | 1885  | 1890  | 1895  |
| ----- | ----- | ----- | ----- | ----- | ----- | ----- | ----- | ----- |
| 1 669 | 1 612 | 1 673 | 1 665 | 1 673 | 1 727 | 1 647 | 1 508 | 1 445 |

| 1900  | 1905  | 1910  | 1921  | 1926  | 1931  | 1936  | 1946  | 1954  |
| ----- | ----- | ----- | ----- | ----- | ----- | ----- | ----- | ----- |
| 1 395 | 1 385 | 1 325 | 1 233 | 1 233 | 1 147 | 1 111 | 1 097 | 1 060 |

| 1962  | 1968  | 1975  | 1982  | 1990  | 1999  | 2005  | 2006  | 2010  |
| ----- | ----- | ----- | ----- | ----- | ----- | ----- | ----- | ----- |
| 1 031 | 1 007 | 1 103 | 1 087 | 1 130 | 1 186 | 1 307 | 1 305 | 1 327 |

| 2015  | 2020  | 2022  | - | - | - | - | - | - |
| ----- | ----- | ----- | - | - | - | - | - | - |
| 1 428 | 1 350 | 1 349 | - | - | - | - | - | - |

## Lieux et monuments
Le village possède plusieurs monuments ou sites historiques :

### L'église Saint-Martin

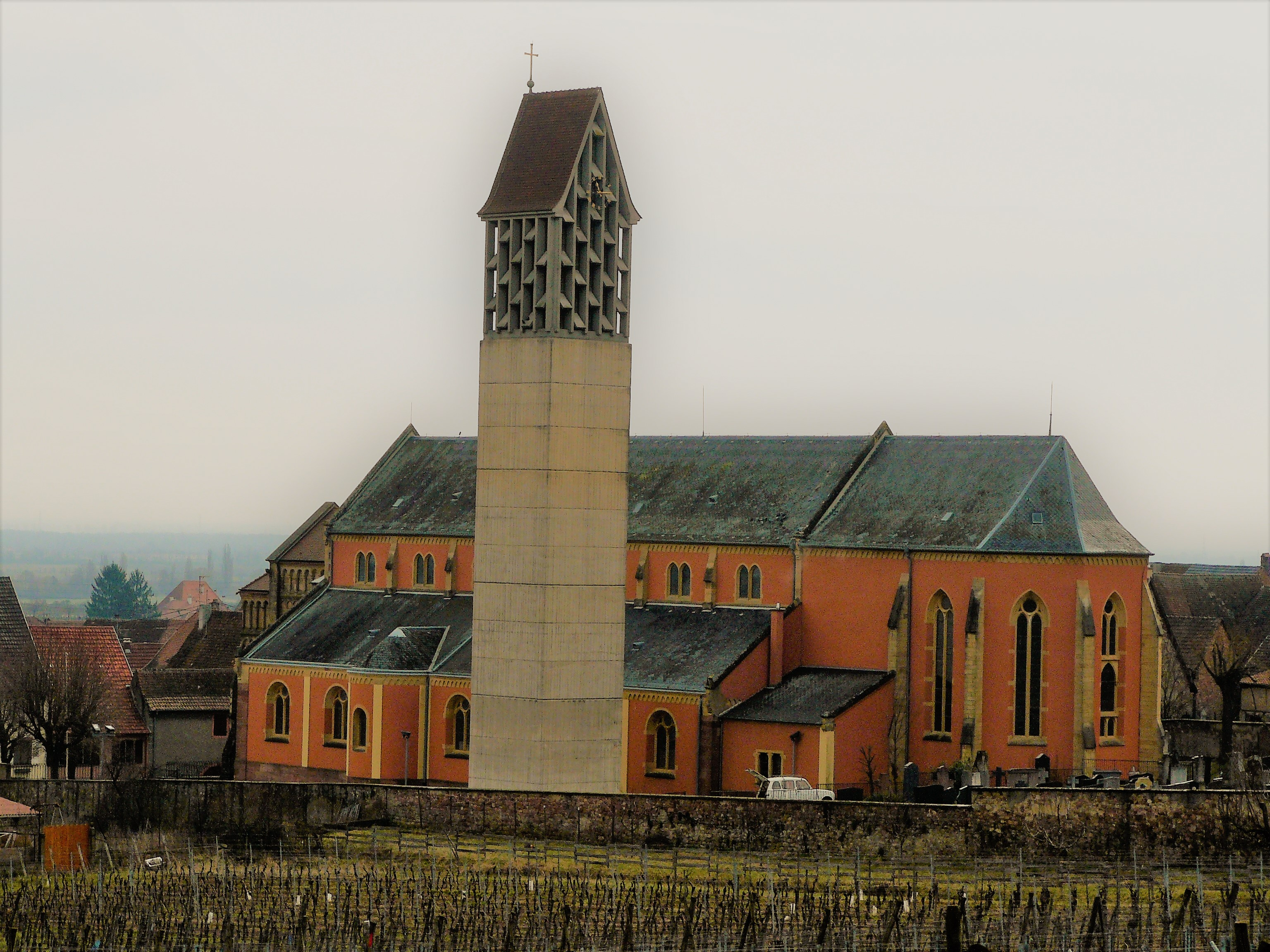
Église Saint-Martin.

Le chœur de l'église Saint-Martin (1235) est typique de la transition "roman-gothique" du fossé rhénan. Il en est le meilleur exemple en Alsace. La sacristie a été érigée (ce fut une première pour l'époque) en même temps que le chœur,.
Dans sa structure basse, et uniquement sur les pierres en grès jaune de Rouffach, le chœur présente d'énigmatiques "fentes", creusées pour les uns par les vignerons aiguisant leurs serpettes, pour les autres par les Suédois qui pendant la guerre de Trente Ans y aiguisèrent leur sabres. De telles fentes se retrouvent à Rouffach, sur une soixantaine de sites en Allemagne, mais aussi sur certains temples égyptiens. Leur origine pourrait être due effectivement au travail des serpettes... mais que les villageois manipulaient pour récupérer la « poudre de roche », utilisée pour soigner les épileptiques.
La nef actuelle, de style néogothique qui date de 1893, est érigée sur des fondations d'une église construite en 1836 dont les superstructures en mauvais état de conservation ont été démolies à la fin du XIXe siècle.

### Le pèlerinage du Schauenberg

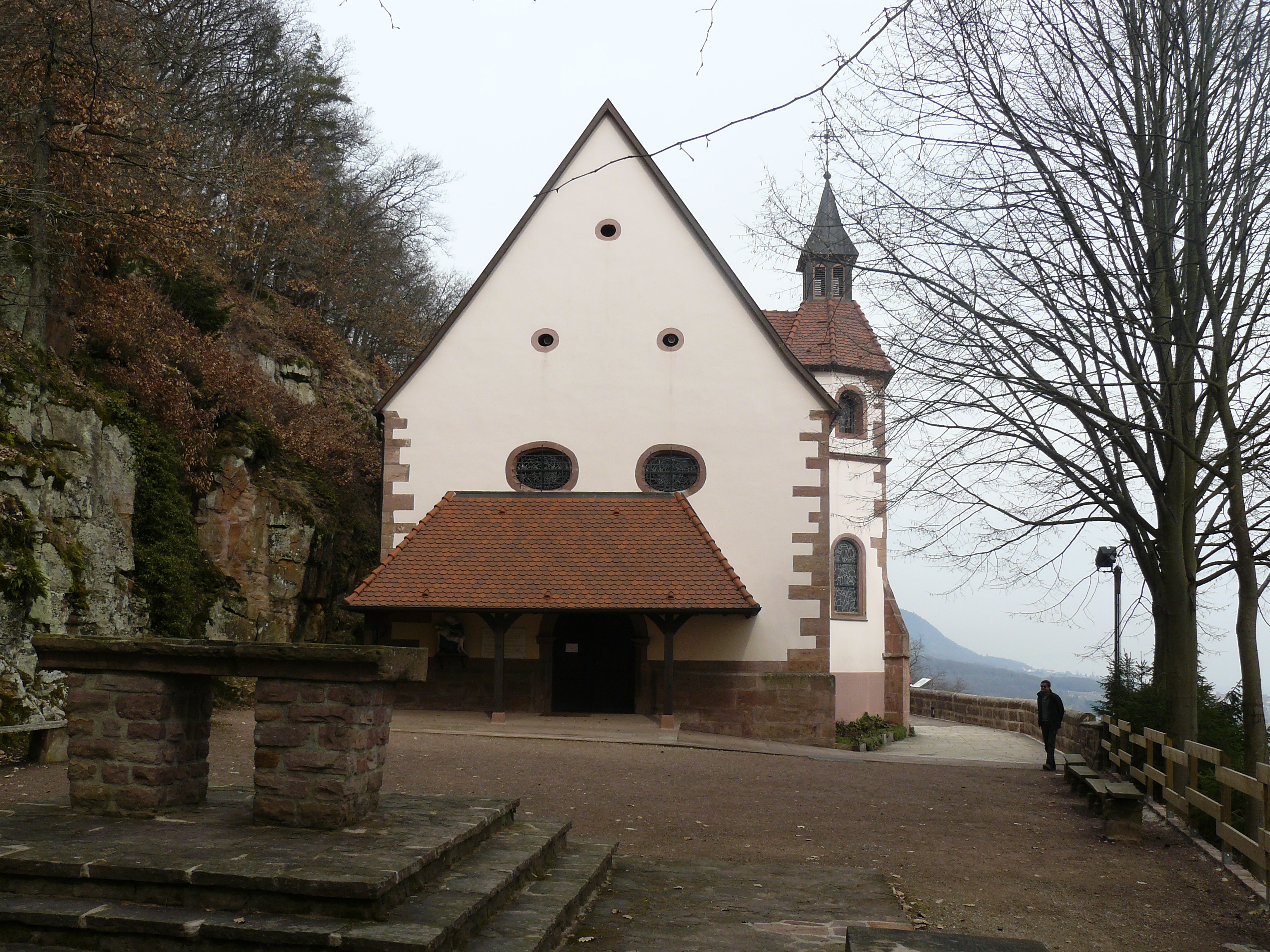
Chapelle du Schauenberg.

Le couvent du Schauenberg, à 5 km au sud-est, qui domine la plaine d'Alsace, a été construit sur un ancien ermitage. Certains documents rapportent qu'en 1400 les habitants de la plaine virent la hauteur au pied de laquelle sont bâtis Gueberschwihr et Pfaffenheim enveloppée d'une lueur éclatante, qui disparut graduellement sans laisser de traces. À partir de ce temps, la montagne, qui s'était jusqu'alors appelée Hohenbourg, fut désignée sous le nom de Schauenberg. Ce merveilleux événement décida un ermite, frère Udalric, à bâtir en ce lieu une maisonnette et une chapelle dédiée au saint évêque dont il portait le nom. La dévotion et la beauté du site y attirèrent bientôt des fidèles, car la terrasse du petit sanctuaire le regard enchanté embrasse toute la plaine d'Alsace.
La première chapelle dédiée à la Vierge-Marie remonte à 1440. Elle fut agrandie en 1515. Après la guerre de Trente Ans, ce sont les Franciscains venant de Rouffach qui s'y installent et qui font faire des travaux pour agrandir le lieu. À l'intérieur de la chapelle on aperçoit plusieurs ex-votos qui sont des témoignages de reconnaissance pour des guérisons ou des vœux obtenus. Le couvent est saccagé pendant la Révolution et ses biens vendus aux enchères. Plus tard quatre bourgeois achètent le site et restaurent la chapelle qui est de nouveau ouverte au culte. À partir de 1860 la restauration de l'église entraîne un regain et un essor du pèlerinage. Des travaux de consolidation sont entrepris permettant de recevoir un public de plus en plus nombreux,,.

### Le châtaignier le plus imposant de l'Alsace
Tout près du site de St Léonard, en entrant dans la forêt par la petite route menant au Schauenberg, vous aurez sur votre droite un imposant arbre dont le tronc est mort. Il s'agit du châtaignier plusieurs fois centenaire de Pfaffenheim. Il a été classé par l'ONF parmi les arbres remarquables d'Alsace et serait le châtaignier le plus imposant de la Région. Le périmètre de son tronc fait 5,45 m. L'arbre, malgré plusieurs coups durs reçus, le dernier au cours d'une tornade en 2008, a su préserver deux parties vivantes qui courent le long du tronc mort et lui assurent des branches donnant feuilles et fruits.

### La chapelle Saint-Léonard

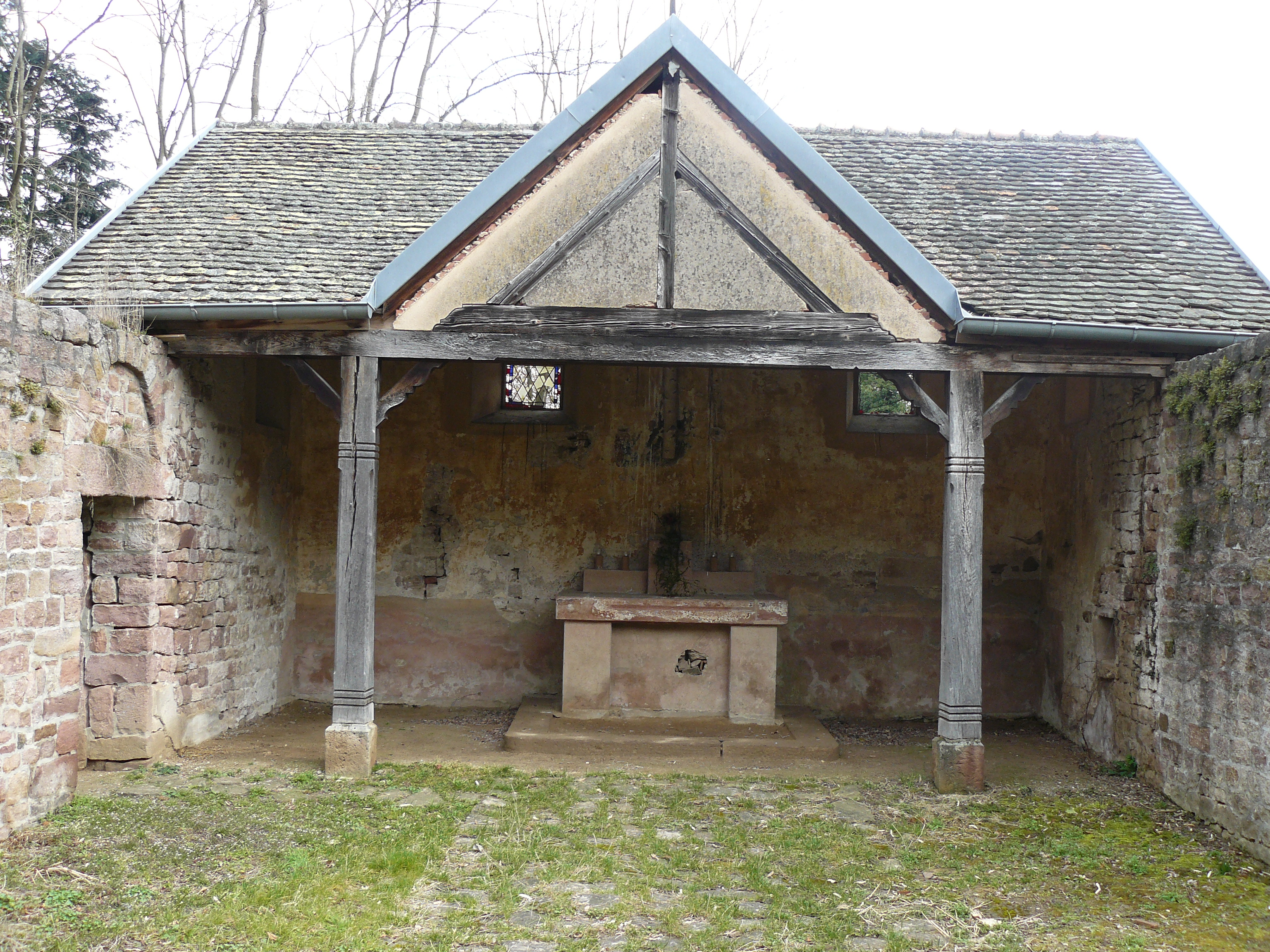
Chapelle Saint-Léonard.

Située à environ 1 km au-dessus du village, sur un plateau de 25 hectares, la chapelle Saint-Léonard a été vendue et en partie démolie en 1793. Près de cette chapelle existait jadis un couvent de religieuses, venues du Sundgau, frappé par la foudre vers 1180. Rebâti plus tard, il fut pillé et détruit pendant la guerre des paysans. L'édifice possède une nef carrée et un chœur doté d'une abside semi-circulaire orientée vers l'est.
Derrière ce chœur ont été retrouvées plusieurs sépultures d'enfants. Au sud de l'édifice, les soubassements ont mis au jour un grand bâtiment qui pourrait être un ancien vestige du couvent des religieuses. Les religieuses possédaient un autre couvent à Klingenthal (Suisse) près de Bâle.

### Monuments commémoratifs
Le monument aux Morts à côté de l'église et le vitrail commémoratif dans la chapelle Notre-Dame de Schauenberg.

### Le petit patrimoine
- L'oratoire saint Jean Bosco[42].
- La croix de carrefour[43].
- Le grand calvaire du cimetière[44].
- La fontaine St Michel[45].

### La table des Druides
Au-dessus du pèlerinage du Schauenberg se situe le « dolmen » de Pfaffenheim. Pour y accéder il faut emprunter le sentier à droite avant le porche d'entrée au pèlerinage. Il faut compter 10 minutes d'ascension pour accéder à ce qui s'appelle aussi la « table des druides ». Il s'agit d'un amas naturel de gros rochers dont trois peuvent faire penser à un dolmen,.

### Le rocher du Teufelstein
Ce rocher peut être aperçu dans la forêt de Pfaffenheim. Une légende du XVIe siècle rapporte que le diable a apposé sur ce rocher sa marque lors de l'agrandissement de la chapelle du couvent de Schauenberg en 1515 tentant de balancer cette grosse pierre sur le chantier en construction. La pierre s'étant subitement ramollie, elle n'aurait pu être soulevée, d'où la présence des empreintes du diable. Cette pierre est aussi connue sous le nom de « pierre du diable »,.

## Jumelages
- Gronau-Bensheim (Allemagne) 1994.
- Liens d'amitié autour de la Châtaigne avec : Antraigues-sur-Volane en Ardèche, Colognora en Toscane (Italie).

## Personnalités liées à la commune
- Achille Runner - organiste et compositeur (1870-1940).